# Messiah
Messiah (HWV 56, dt. Der Messias) ist ein Oratorium in drei Teilen von Georg Friedrich Händel auf Bibeltexte in einer englischsprachigen Zusammenstellung von Charles Jennens für vier Soli (SATB), Chor und Orchester. Händel vertonte die christliche Glaubenslehre bezüglich des Messias auf Basis der King-James-Bibel, welche seit 1611 die Standardbibel der anglikanischen Kirche war, sowie des Book of Common Prayer, dem hier seit 1662 gültigen Gebetbuch.
Das Werk gehört bis heute zu den populärsten Beispielen geistlicher Musik des christlichen Abendlandes. Es umfasst die christliche Heilsgeschichte, beginnend mit den alttestamentlichen Prophezeiungen von Propheten wie etwa Jesaja, das Leben Jesu, der als Erfüllung der Prophezeiungen gesehen wird, seine Geburt, seinen Tod am Kreuz und sein erhofftes zweites Kommen. Obwohl das Leben im Neuen Testament geschildert wird, greift der Oratorientext überwiegend auf das Alte Testament zurück.

## Titel

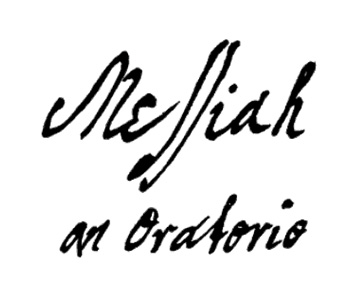
Händels autographer Titel in der Urschrift der Partitur

Der Titel Messiah bezieht sich auf einen ursprünglich hebräischen Hoheitstitel aus der jüdischen Bibel und bedeutet „der Gesalbte“ (hebräisch משיח Maschiach). Schon in der Septuaginta-Übersetzung der hebräischen Bibel wurde das Wort überwiegend mit Christus übersetzt.

## Entstehung
Die Idee für den Messiah ging von Charles Jennens aus, der vorher schon das Libretto für das Oratorium Saul, den dritten Teil von L’Allegro, il Penseroso ed il Moderato geschrieben und wahrscheinlich den Text für Israel in Egypt, ebenfalls aus Bibelworten, zusammengestellt hatte. Im Juli 1741 teilte er einem Freund mit, Händel dazu bewegen zu wollen, eine weitere Sammlung von Bibelstellen zu vertonen und in der Karwoche aufzuführen.
Händel wollte eigentlich in der Saison 1741/42 nichts unternehmen. In der Saison davor war sein letzter Versuch gescheitert, mit Imeneo und Deidamia seine italienischen Opern fortzuführen. Den Anlass für die Komposition eines neuen Oratoriums brachte schließlich eine Einladung zu einer Konzertreihe in Dublin.
Händel schrieb die Musik in seinem üblichen Tempo im Sommer 1741 und benutzte – wie bei anderen Opern und Oratorien, und wie es in der Barockzeit durchaus üblich war – teilweise frühere Stücke, darunter seine italienischen Kammerduette. Nachdem er am 22. August mit der Niederschrift begonnen hatte: „♄ [Samstag] angefangen den 22 August 1741“, stellte er den ersten Teil am 28. August („August 28. 1741 ♀ [Freitag]“), den zweiten am 6. September („☉ [Sonntag] Septembr 6. 1741.“) und den dritten am 12. September („S[oIi]. D[eo]. G[oria]. Fine dell’Oratorio. G. F. Handel. ♄ [Samstag] Septembr 12. 1741.“) fertig. Mit der Instrumentierung war die Partitur dann am 14. September – also nach 24 Tagen – vollständig abgeschlossen: „ausgefüllet den 14 dieses“. Gleich danach wandte er sich einem weiteren Oratorium, Samson, zu und komponierte davon den größten Teil.

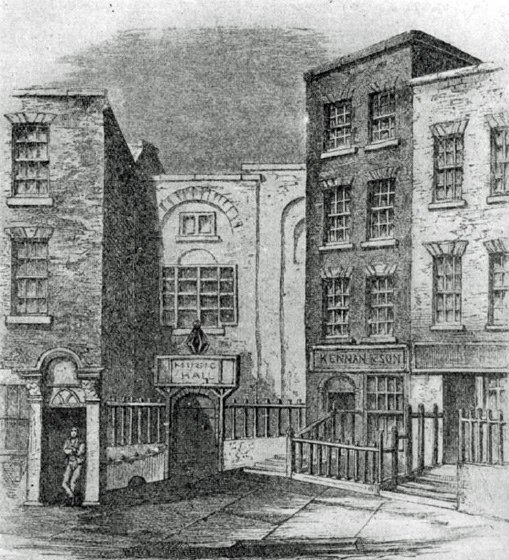
„The Great Musick Hall“ in der Fishamble Street in Dublin, Ort der Erstaufführung des Messiah.

Im November 1741 reiste Händel nach Dublin. Am 2. Oktober hatte dort Mr Neale’s Great Musick Hall in Fishamble Street eröffnet, wo er ab Dezember eine Subskriptionsreihe anbot, in der L’Allegro, il Penseroso ed il Moderato und andere oratorische Werke gespielt wurden. Noch vor der ersten Aufführung des Messiah änderte er einige Passagen und komponierte neue Nummern. Eine Verzögerung ergab sich bei den Vorbereitungen dadurch, dass Jonathan Swift – Dekan der St. Patrick’s Cathedral – seinen Chorsängern zunächst nicht die Genehmigung erteilen wollte, an dem Konzert mitzuwirken. Die Uraufführung, welche dann entgegen der Ankündigung einen Tag später als geplant, nämlich am 13. Apriljul. / 24. April 1742greg. erfolgte, wurde gut zwei Wochen zuvor als Benefizkonzert für mehrere karitative Organisationen angekündigt:

“For Relief of the Prisoners in the several Gaols, and for the Support of Mercer’s Hospital in Stephen’s Street, and of the Charitable Infirmary on the Inns Quay, on Monday the 12th of April, will be performed at the Musick Hall in Fishamble Street, Mr. Handel’s new Grand Oratorio, call’d the MESSIAH, in which the Gentlemen of the Choirs of both Cathedrals will assist, with some Concertoes on the Organ, by Mr. Handell.”

„Zur Abwechslung für die Gefangenen in den verschiedenen Haftanstalten und zur Unterstützung des Mercer’s Hospital in der Stephen’s Street sowie der Charitable Infirmary am Inns Quay wird am Montag, dem 12. April, in der Musick Hall in der Fishamble Street Herrn Händels neues großes Oratorium mit dem Titel MESSIAH aufgeführt, an dem die Herren der Chöre beider Kathedralen mitwirken werden. Dazu wird es auch einige Konzerte auf der Orgel von Herrn Händel geben.“

Die Besetzung der Uraufführung war:
- Christina Maria Avoglio (Sopran)
- Susanna Maria Cibber (Mezzosopran)
- William Lamb (Altus)
- Joseph Ward (Altus)
- James Bailey (Tenor)
- John Hill (Bass)
- John Mason (Bass)

Die Herren dieser Solistenriege waren Mitglieder der beiden Dubliner Kathedralchöre.

## Aufführungsgeschichte
Die zweite Vorstellung des Messiah fand am 3. Juni an gleicher Stelle statt. Im August verließ Händel Dublin und kehrte nach zehn Monaten Abwesenheit nach London zurück. Im Vergleich mit der enthusiastischen Aufnahme in Irland war die Etablierung des Messiah im Londoner Konzertbetrieb problematischer. Schon bei Israel in Egypt hatte es Stimmen gegeben, welche die Wiedergabe von Bibelworten in einem profanen Theater kritisierten; im Falle des Messiah kam hinzu, dass Zitate aus den Evangelien für eine Abendunterhaltung verwendet wurden. Noch Jahre später wurde das Werk als blasphemisch verurteilt.

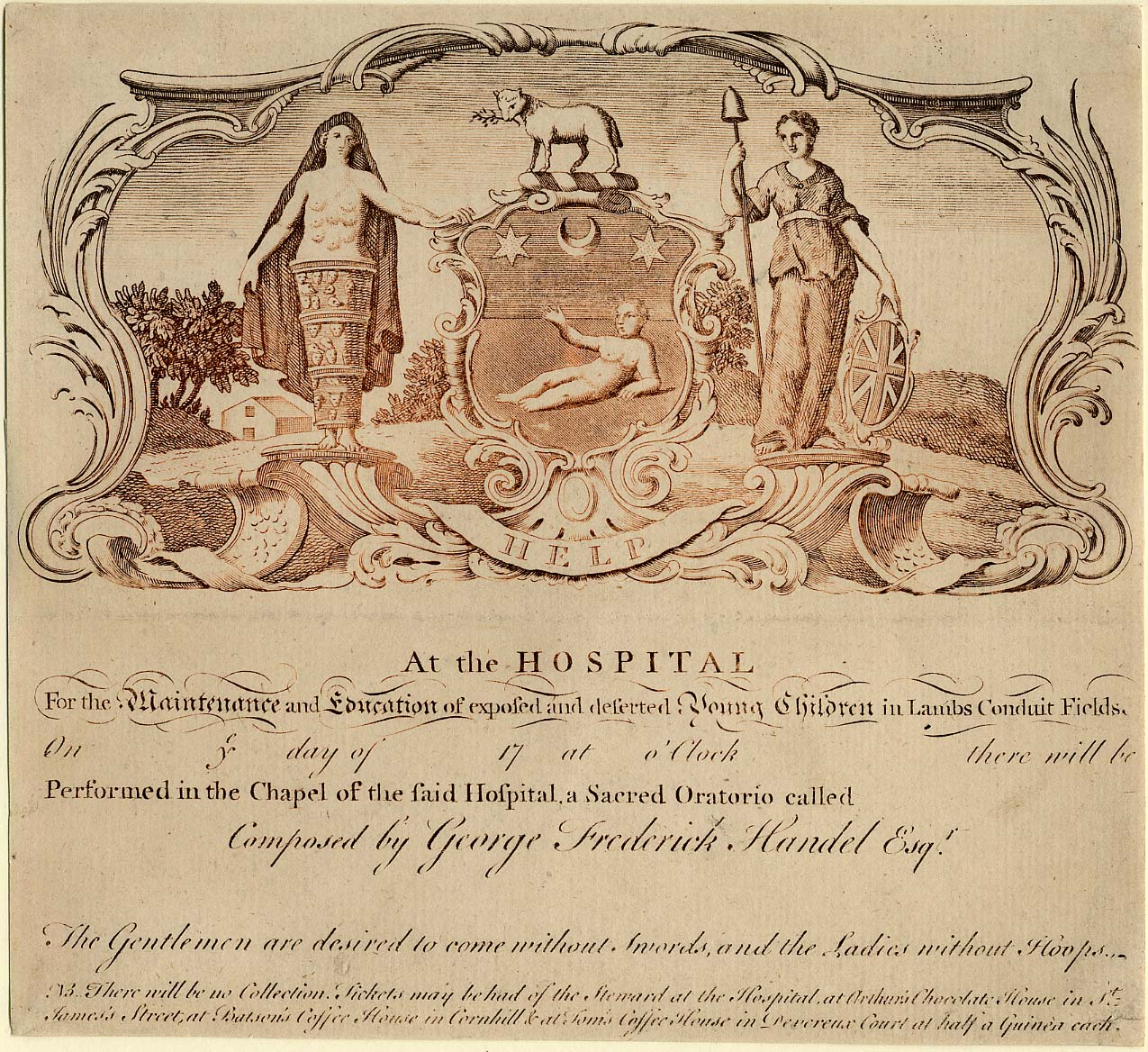
Unvollständige Eintrittskarte für eine Aufführung des Messiah im Foundling Hospital in London im Mai 1750.

Vielleicht wegen dieser Vorbehalte wurde das Oratorium für die ersten Londoner Aufführungen, welche am 23., 25, und 29. März 1743 im Covent Garden Theatre als „A New Sacred Oratorio“ stattfanden, angekündigt, ohne den eigentlichen Titel zu nennen. Dies wurde auch noch 1745 beibehalten, während das Oratorium 1749 erstmals als Messiah in London annonciert wurde. 1750 begann eine jährliche Aufführungstradition, indem Händel das Stück stets in der Fasten- und nachösterlichen Zeit auf den Spielplan setzte, entsprechend des Inhalts, der im zweiten Teil die Passion und die Auferstehung, im dritten Teil seine Wiederkunft und Verherrlichung behandelt. Händel schloss nun seine Oratoriensaisons in der Fastenzeit immer mit einer Aufführung des Messiah ab und gab nach Ostern jeweils eine weitere Vorstellung in der Kapelle des Foundling Hospital, deren Erlös den Findelkindern und Waisen zugutekam.
Händel selbst dirigierte den Messiah viele Male. Ab 1752 hatte sein Adlatus Johann Christoph Schmidt der Jüngere die Leitung sukzessive übernommen, da sein Meister erblindete. Händel modifizierte das Oratorium im Laufe der 17-jährigen Aufführungspraxis unter seiner Leitung oft, um es dem aktuellen Bedarf anzupassen. Folglich kann keine Version als „authentisch“ angesehen werden. Bereits zu seinen Lebzeiten gab es eine Reihe von Aufführungen des Werkes ohne seine Beteiligung, so 1744 und 1758 durch die „Academy of Ancient Music“ des Johann Christoph Pepusch in der Crown & Anchor Tavern (Strand), ferner in Cork (1744), Oxford (1749, 1752, 1754–1759), Hereford (1750, 1759), Salisbury (1750, 1752), Bath (1755–1758), Bristol (1756–1758), Gloucester (1757), Worcester (1758) Church-Langton (1759). Am Ort seiner Uraufführung, der „Great Music Hall“ in Dublin erklang der Messiah in der Adventszeit zwischen 1744 und 1759 jährlich. Diese Tradition breitete sich bald besonders in den englischsprachigen Ländern aus.
Auch nach Händels Tod setzte sich die Tradition, den Messiah in der Fastenzeit zu spielen, weiter fort, und führte sogar dazu, dass in London zwei Aufführungen des Werkes an einem Abend gegeben wurden, etwa am 31. März 1762, als es im Covent Garden Theatre unter der Leitung von Johann Christoph Schmidt und John Stanley und gleichzeitig im Drury Lane Theatre unter Thomas Augustine Arne erklang.
Im Palazzo Pitti in Florenz fand am 6. August 1768 die erste Aufführung des Messiah außerhalb der britischen Inseln statt. George Earl of Cowper, ein Bewunderer der Musik Händels, hatte eine Partitur mit nach Florenz gebracht, wo das Stück dann in einer italienischen Übersetzung als Il Messia für den toskanischen Großherzog Peter Leopold aufgeführt wurde.
Bald schaffte es das Werk über den Atlantik und wurde hier 1770 zweimal in New York und abermals 1782 gespielt. Nach Vorstellungen in Philadelphia (1801, 1828), Boston (1818) und Hartford (1828) etablierte sich der Messiah Mitte des Jahrhunderts in allen größeren Städten der Vereinigten Staaten.
In den deutschsprachigen Raum brachten den Messiah englische Musiker. Sie richteten am 15. April 1772 unter der Leitung von Michael Arne, dem Sohn von Händels einstigem Kollegen Thomas Augustine Arne, ein privates Konzert auf dem „Bosselhof“, einem Sportplatz der englischen Kolonie in Hamburg, aus. Nun begann der Siegeszug des Oratoriums in Kontinentaleuropa: Berlin (1773, 1786), Hamburg (1775, 1777 und 1778 unter Carl Philipp Emanuel Bach), Hannover (1775), Stockholm (1776), Mannheim (1777, unter Leitung des Abbé Vogler), Weimar (1780, 1781, unter Ernst Wilhelm Wolf), Potsdam (1781), Leipzig (1786, 1787) und Breslau (1788, 1795, 1799).

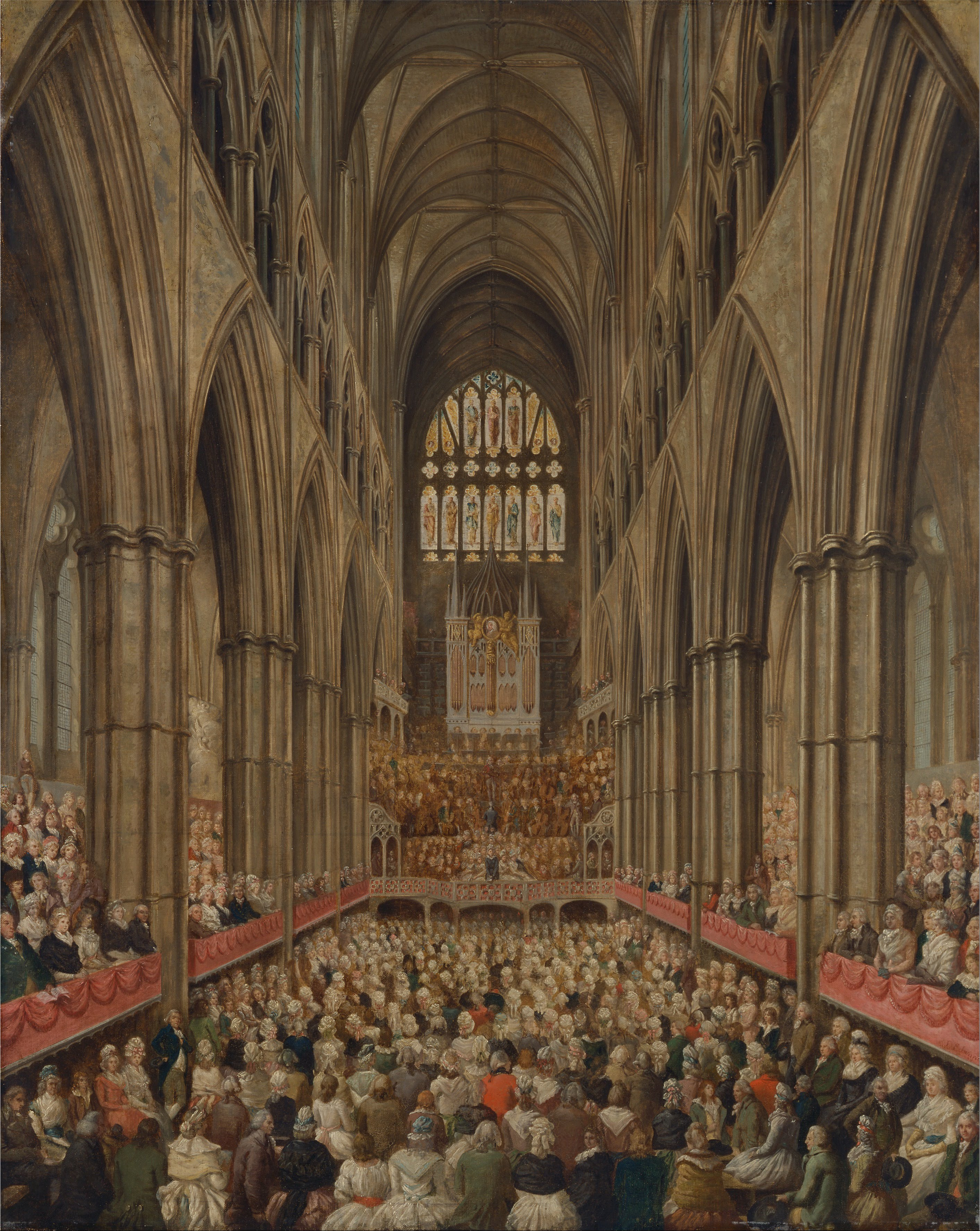
Aufführung 1784 in der Westminster Abbey

Ein Jahr zu früh, 1784, wurde Händels 100. Geburtstag mit einem großen Festival in der Westminster Abbey in London gedacht. Dabei kam auch der Messiah in einer monumentalen Form mit 513 Musikern zur Aufführung. Im Rest des Jahrhunderts und im folgenden 19. Jahrhundert wurde das Oratorium an vielen Orten Europas und Amerikas, teils mit neuer Instrumentation und Übersetzung des Textes in die jeweilige Nationalsprache sowie in sehr großer Besetzung, aufgeführt. Es sind mehrere Textübertragungen ins Deutsche sowie ins Schwedische, Italienische und sogar ins Lateinische bekannt.
1789 bearbeitete Wolfgang Amadeus Mozart für den Baron Gottfried van Swieten das Werk. Mozart hatte Händels Messiah wahrscheinlich als Neunjähriger in London 1764/65 und ein weiteres Mal 1777 auf der Durchreise in Mannheim gehört. Für seine Fassung benutzte er die Übersetzung von Friedrich Gottlieb Klopstock und Christoph Daniel Ebeling, welche 1772 für Bach in Hamburg angefertigt worden war. Diese Fassung wurde im Palais Pálffy in Wien am 6. März 1789 das erste Mal gespielt und hat sich seitdem bis ins 19. Jahrhundert als eine weitgehend verbindliche und „zeitgemäße“ Version durchgesetzt. Diese Bearbeitung wurde 1803 bei Breitkopf & Härtel in Leipzig gedruckt und im Anschluss in vielen deutschen Kirchen gegeben.
Im Laufe des 19. Jahrhunderts gingen die Ansichten zu Aufführungen Händelscher Werke im deutsch- bzw. englischsprachigen Raum weiter auseinander. Während in Großbritannien und den USA immer gigantischere Konzerte veranstaltet wurden, begründete der Musikwissenschaftler Friedrich Chrysander 1856 zusammen mit dem Literaturhistoriker Georg Gottfried Gervinus in Leipzig die „Deutsche Händel-Gesellschaft“ mit dem Ziel, authentische Ausgaben aller Werke Händels zu veröffentlichen. So erschien 1892 zunächst eine Faksimile-Ausgabe von Händels autographer Messias-Partitur und 1902 der Band mit dem Neudruck im Rahmen der Gesamtausgabe, was die Einsicht beförderte, eine Darbietung des Oratoriums sollte doch die Aufführungspraxis der Händelzeit ernster nehmen.
Nach dem Zweiten Weltkrieg setzte sich eine Strömung immer weiter durch, die dafür eintrat, den englischen Originaltext und eine an den historischen Verhältnissen orientierte kleine Besetzung zu bevorzugen. Schließlich wurden dafür seit den 1970er Jahren auch zunehmend  historische Instrumente bzw. deren Nachbauten sowie die interpretatorischen Ansätze der historischen Aufführungspraxis hinzugezogen.
Gelegentlich gab es auch szenische Aufführungen des Stücks wie 1985 an der Deutschen Oper Berlin in der Regie von Achim Freyer, 2009 im Theater an der Wien, Regie: Claus Guth und 2024 im Hangar des ehemaligen Flughafens Tempelhof in einer Produktion der Komischen Oper Berlin mit der Inszenierung von Damiano Michieletto.
Selten wird das Oratorium zweckorientiert in seine Teile zerlegt: Weihnachtskonzerte bestehen dann nur aus dem ersten Teil und dem Halleluja, zur Osterzeit werden als Kirchenmusik jene Teile gespielt, welche die Auferstehung betreffen. Die Sopran-Arie I know that my Redeemer liveth (Nr. 40) wird häufig bei christlichen Beerdigungen gesungen.
Das Halleluja, das den zweiten Teil beschließt, gehört zu den meist aufgeführten Stücken der Musikliteratur überhaupt. An vielen Orten der Welt ist es Brauch, dass das Publikum für diesen Teil der Aufführung aufsteht, was möglicherweise auf die Aufführung am 1. Mai 1750 in der neuerbauten Kapelle des Foundling Hospital in London zurückgeht. Dieser wohnten auch der Prinz und die Prinzessin von Wales bei, die am Schluss des zweiten Teiles, beim „Hallelujah“, aufstanden, um zu gehen, weil sie meinten, mit diesem Chor würde, wie bei einem Anthem, das Werk abgeschlossen sein. Dieses Missverständnis bewirkte, dass alle aufstanden, was dann zur Tradition wurde.
Jedes Jahr am 13. April, dem Jahrestag der Uraufführung, werden Teile des Messiah in unmittelbarer Nähe der ehemaligen „Great Music Hall“ auf der Fishamble Street in Dublin unter freiem Himmel aufgeführt.

## Libretto
Der Messiah ist das am wenigsten typische Händel-Oratorium, da keine Geschichte erzählt wird. An Stelle davon steht eine Reihe von Kontemplationen über die christliche Erlösungsidee. Die Ausnahme findet in der einmaligen Verwendung der Bezeichnung „A sacred Oratorio“ Ausdruck. Obwohl dem Stück das typische Gattungsmerkmal des Oratoriums, der dramatische Dialog, fehlt, ist es von Anfang an als Oratorium bezeichnet worden.
Das Libretto basiert auf der Idee des Autors Charles Jennens und war bereits vollständig, als dieser es Händel anbot. Die Textfolge besteht unmittelbar aus Bibelworten und liefert eine „Gesamtsicht der Person des Messias im Licht alttestamentlicher Prophetie (vor allem aus Jesaja) und neutestamentlicher Reflexion (besonders bei Paulus)“. Dabei verfolgte Jennens „deutlich theologisch missionarische Absicht“: Die Gegenüberstellung von alt- und neutestamentlichen Bibelstellen soll beweisen, dass Jesus der von den Juden erwartete Messias war. Teil I schildert Verkündigung und Geburt, Teil II Leben, Leiden, Auferstehung und Himmelfahrt und Teil III Jüngstes Gericht, sowie Lobpreis des Lamms Gottes. Die Textzusammenstellung orientiert sich an den entsprechenden Lesungen im Book of Common Prayer of the Church of England, sodass man als Ziel die „Vermittlung des der Kirche anvertrauten Wortes an eine außerkirchliche Gesellschaft“ annehmen kann. Da lediglich die Weihnachtsgeschichte narrativen Charakter hat, obliegt der Kraft der Musik, die erzählerische Kraft aufrechtzuerhalten.

## Inhalt

### Erster Teil
1. Abschnitt: Verheißung der Herrlichkeit Gottes.

2. Abschnitt: Prophezeiung des Heils durch die Ankunft Gottes auf Erden.

3. Abschnitt: Weissagung der Geburt des Heilands von einer Jungfrau.

4. Abschnitt: Erfüllung der Weissagung durch die Geburt eines Kindes, die von den Hirten verkündet wird.

5. Abschnitt: Das Wirken des Heilands und das leichte Joch Jesu.

### Zweiter Teil

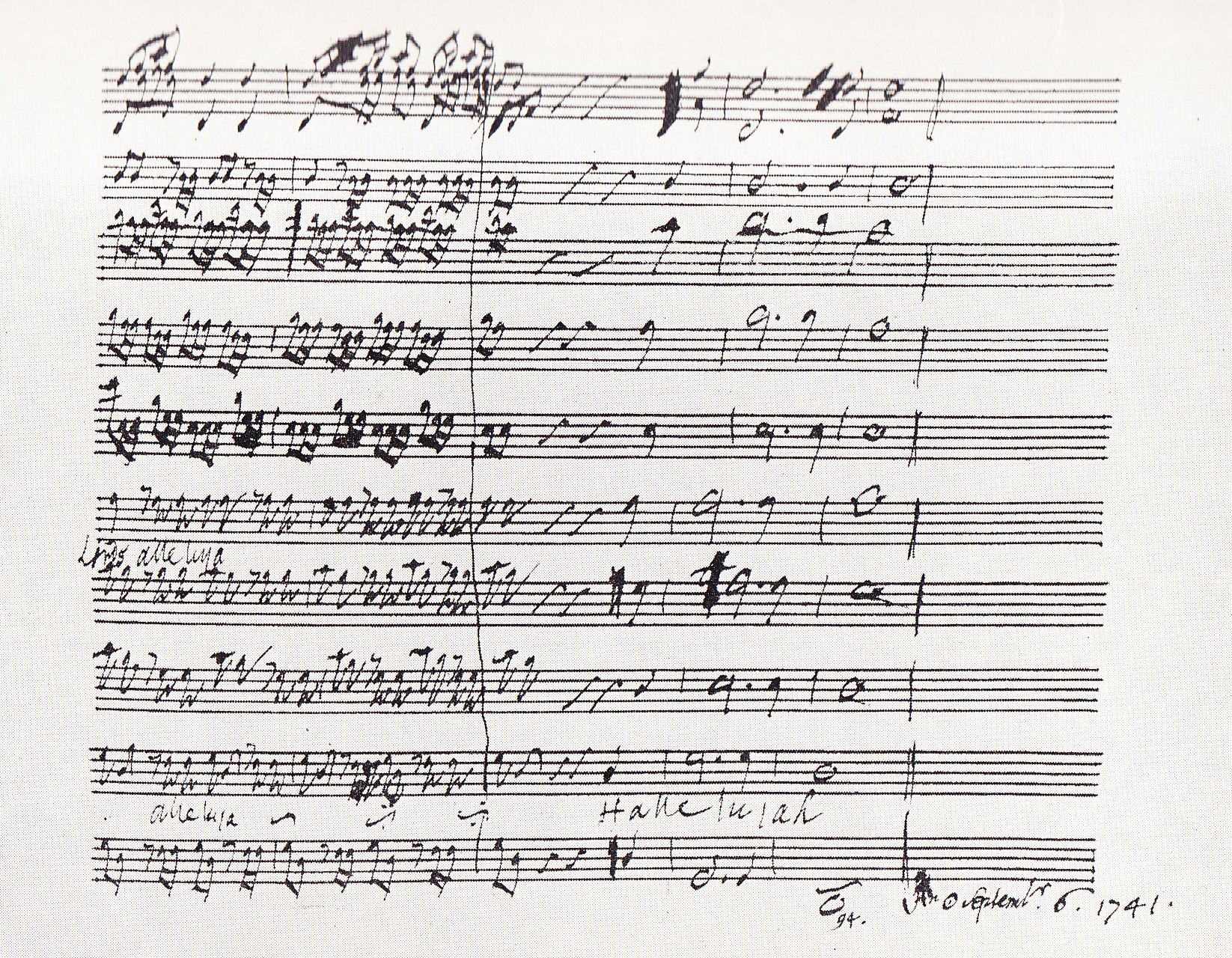
Die letzten Takte des Hallelujah-Chores in Händels Kompositionspartitur.

1. Abschnitt: Das Leiden des Gotteslammes.

2. Abschnitt: Sein Tod um der Sünde willen.

3. Abschnitt: Der Einzug des Herrn in sein Heiligtum.

4. Abschnitt: Der Sohn als Erfüllung der Verheißungen Gottes.

5. Abschnitt: Die rettende Botschaft an die Welt.

6. Abschnitt: Der Kampf gegen die Heiden.

7. Abschnitt: Der Sieg Gottes und der Jubelruf des himmlischen Jerusalem.

### Dritter Teil
1. Abschnitt: Gewissheit der Erlösung durch den Messias.

2. Abschnitt: Vollendung des Heils bei der Auferstehung

3. Abschnitt: Überwindung des Todes durch den Messias: Christus.

4. Abschnitt: Lobpreis Gottes und seines Sohnes.

## Musik
Händel setzt schlichte Mittel mit größter Eindringlichkeit ein. Die einfachste Form des Accompagnato-Rezitativs, mit ausgehaltenen Streicherakkorden, wird in der Entfaltung ihrer Wirkung nicht geschmälert, indem ihre Verwendung auf die Passion und die Passage Behold, I tell you a mystery (Nr. 42) in dritten Teil beschränkt ist. Prophetische Momente werden durch emphatische rhythmische Figuren dargestellt. Arien, die der Reflexion dienen, wechseln mit Chorkommentaren ab. Die solistischen Partien wirken opernhaft, es gibt Rachearien und Herrschaftssymbole, Pastoralszenen und Leidenstopoi, der kontemplativen Grundstimmung des biblischen Textes kommt wiederum die Verbindung von Arie und Chor zugute. Jeder Teil des Oratoriums enthält zudem ein Duett.

### Erster Teil
Die einleitende Sinfony folgt dem Muster der französischen Ouvertüre und bietet mit zerklüfteter Melodik und schneidenden Dissonanzen das Bild einer Welt in gestörtem Zustand. Unmittelbar an den düsteren Moll-Schluss fügt sich in Dur der Beginn des ersten Gesangsstücks, des Accompagnato Comfort ye (Tröste Dich) (Nr. 2) als Auftritt des Propheten, dessen Rede mit der Gegenüberstellung von Berg und Tal in der folgenden Arie in derselben Tonart in einfacher aber effektiver Wortmalerei durch den Gegensatz von virtuosen Koloraturen und Haltetönen umgesetzt ist. Daran schließt ein schwungvoller Chor mit vier Themen an, deren letztes aus längeren wiederholten Tönen die Assoziation an ein Blechblasinstrument weckt, wodurch die gewichtigen Worte for the mouth of the Lord hath spoken it (denn es ist Gott, der es verheißen hat) hervorgehoben werden.
Auch im zweiten Abschnitt bilden Accompagnato, Arie und Chor eine Einheit. Die Ankündigung, den Himmel zu bewegen, erfolgt zuerst in einer Koloratur, auf die die Streicher mit repetierten 16tel-Noten reagieren. Die Erschütterung von Erde und Himmel wird in der Arie durch Prestissimo-Abschnitte versinnbildlicht, worauf im Chor aufwärts- und abwärtsgerichtete Figuren als Darstellung von Opfer und Reinigung gedeutet werden können.
Im dritten Abschnitt mit der Prophezeiung der Geburt des Messias wird die Arie in variierter Strophenform O thou that tellest (O du, die Wonne verkündet) (Nr. 8) mit dem anschließenden Chor verschmolzen, indem am Ende des Chors das Ritornell der Arie wieder aufgegriffen wird. Mit dem Jubel dieses Freudenchors kontrastiert der Beginn des folgenden Abschnitts The people that walked in darkness (Das Volk, das im Dunkeln wandelt) (Nr. 10) mit Chromatik, verminderten Dreiklängen und raschen harmonischen Ausweichungen. Diese Arie repräsentiert mit fahlem Klang durch Unisono-Führungen die Dunkelheit, in der das Volk wandert. Es folgt ein munterer Chor For unto us a Child is born (Uns ist zum Heil ein Kind geboren) (Nr. 11) in lockerer Polyphonie, in dem in Blöcken prächtiger Homophonie der Herrschername vorgestellt wird.
Nach dem ungestümen Chor wird die notwendige Beruhigung der Szene durch eine Pifa herbeigeführt, abzuleiten von „Piva“, was ursprünglich sowohl einen schnellen Volkstanz wie auch einen Dudelsack bezeichnet, hier eine pastorale Hirtenmusik im Siciliano-Rhythmus und mit Dudelsackbass wie in Arcangelo Corellis Pastorale aus dem Concerto grosso op. VI, Nr. 8. Nachdem so das weihnachtliche „Kolorit der nächtlichen Weide“ ausgebreitet wurde, folgt eine durchgängige Erzählung von Engelserscheinung und Auftritt der himmlischen Heerscharen, wobei im Chor Glory to God (Ehre sei Gott) (Nr. 15) „in der Höhe – auf Erden“ plakativ durch die Stimmlage umgesetzt wird. Händel sah für den Chor durch Aufführungsanweisungen eine ätherische Wirkung vor, die Erscheinung verklingt kaum hörbar.
Das irdische Leben Jesu wird durch messianische Prophezeiungen umschrieben, da ein Auftreten des Messias im Theater nicht akzeptabel gewesen wäre. Im Kontrast zu den anderen Abschnitten verzichtet Händel hier auf ein Accompagnato und verbindet zwei Arien durch ein kurzes Secco-Rezitativ. Die erste Arie Rejoice greatly, O daughter of Zion (Erwach’ zu Liedern der Wonne) (Nr. 16) verdeutlicht Frohlocken und Jauchzen durch den „hüpfenden Rhythmus der Gigue“, die zweite bringt wieder pastorale Grundstimmung für He shall feed His flock (Er weidet seine Herde) (Nr. 17) durch Siciliano-Rhythmus, parallele Terzen und gehaltene Bässe. Ein Chor in freudigem, tänzerischem Affekt His yoke is easy (Sein Joch ist sanft) (Nr. 18) beschließt den ersten Teil des Oratoriums.

### Zweiter Teil
Der Chorsatz Behold the Lamb of God (Kommt her und seht das Lamm!) (Nr. 19) hebt den Vorhang mit musikalischen Elementen, die an die französische Ouvertüre gemahnen. Über diesen und den folgenden Abschnitt hinweg wirkt gerader Takt als stabilisierender Faktor für eine Vielfalt an Mitteln. In unterschiedlichen Tempi und Dauern führen die Sätze durch verschiedene Molltonarten von der Passion zur Auferstehung: Für den ersten Abschnitt von Teil II wies Händel dem Chor mit fünf Nummern eine beträchtliche Rolle zu, die nur mit einer langen Da-capo-Arie, beides untypisch für den Messiah, und einem Accompagnato unterbrochen wird. Diese Arie He was despised (Er ward verschmähet) (Nr. 20) kontrastiert den Eröffnungschor durch ihre Kleingliedrigkeit und den Pausen, die den Eindruck stockenden Sprechens machen. Trotz des nicht-dramatischen Charakters des Messiah wird die Schmach hier in dieser emotional intensiven Arie zum Ausdruck gebracht. Im Kontrast zu dieser empfindsamen Präsentation des „Schmerzensmanns“ steht die Illustration der Geißelung mit durchgehenden Sechzehntelpunktierungen der Streicher im B-Teil dieser Arie, welche im folgenden homophonem Chor Surely, He hath borne our griefs (Wahrlich, wahrlich) (Nr. 21), der in eine streng gestaltete Chorfuge And with His stripes we are healed (Durch seine Wunden sind wir geheilet) (Nr. 22) mit Kontrasubjekt und mehreren Durchführungen mündet, wiederaufgenommen werden. Abermals miteinander verklammert setzt der dritte Chor All we like sheep (Wie Schafe geh’n) (Nr. 23) ein, der munter das Durcheinanderlaufen einer Schafherde lautmalerisch wiedergibt, bevor er sich jäh wieder nach Moll wendet und im Adagio beschlossen wird. Diese drei Chöre zusammen bilden quasi eine „chorische Passions-Trilogie“.
Nach dem Accompagnato All they that see Him (Und alle, die ihn seh’n) (Nr. 24), welches die Punktierungen wieder aufgreift, folgt die Verspottung He trusted in God (Er trauete Gott) (Nr. 25), die einem Turba-Chor einer deutschen Passion ähnelt, jedoch eine deutlich umfangreichere streng gebaute Fuge darstellt und somit eine „dramatische Verdichtung“ vermeidet. Es folgen vier kurze solistische Sätze als harmonisch zusammenhängende Einheit: Das nächste Accompagnato Thy rebuke hath broken His heart (Die Schmach bricht ihm sein Herz) (Nr. 26) ist „einer der ausdrucksstärksten Sätze des Oratoriums“ und kombiniert musikalisch-rhetorische Figuren wie den Tritonus-Sprung und den unvollkommenen chromatischen Quartgang im Bass mit einer Modulation, in der „alle Dur-Tonarten der chromatischen Skala [...] berührt werden“. Das schwebend entrückte Arioso Behold, and see (Schau hin und sieh!), (Nr. 27) in dem die Instrumente oft auf der ersten Achtel pausieren, ist mit der abschließenden Arie But Thou didst not leave (Doch du ließest ihn im Grabe nicht) (Nr. 29), welche die Gewissheit der Auferstehung zum Thema hat, auch thematisch verbunden.
Der folgende Abschnitt thematisiert mit zwei durch ein Rezitativ getrennten Chören die himmlischen Heerscharen und deren Anbetung Gottes. Der erste Chor Lift up your heads (Machet das Tor weit) (Nr. 30) ist im Gegensatz zu den übrigen nicht vier-, sondern fünfstimmig gesetzt und arbeitet mit klanglich differenzierten Teilchören. Der zweite Let all the angels (Lasst alle Engel) (Nr. 32) ist eine kunstvolle Fuge, in der das Thema mit der eigenen Augmentation, also rhythmischen Vergrößerung, überlagert wird. Die Einsatzstufen und harmonischen Relationen zwischen Thema und Augmentation werden variiert.
In der Nr. 34b, How beautiful are the feet of Him (Wie lieblich ist der Boten Schritt), welcher ein zweiteiliger Duett- und Chorsatz ist, wird zwischen solistischen und chorischen Partien eine Verbindung hergestellt, die dem englischen Verse Anthem nahesteht. Die Teile stehen jedoch im Gegensatz zueinander, Jubel verdrängt „zart wiegende[n] Charakter“. Händel hat diese traditionell der Kirchenmusik zugehörige Kompositionsweise später im Werk auch noch in Nr. 44/45, angewandt. Beiden Verbindungen liegt jeweils ein gemeinsamer Bibeltext zu Grunde.
Der „furiose Gestus“ der nächsten Nummer folgt der dramatischen Konzeption der Wut- oder Rachearie: Why do the nations (Warum entbrennen die Heiden) (Nr. 36). Virtuose Koloraturen treffen auf Repetitionen von 16tel-Noten der Violinen. Der Zorn der Heiden erfasst dann auch den Chor (Let us break (Brecht entzwei), Nr. 37), der „in permanentem Staccato“ ein sprunghaftes Thema intoniert und „wütend durcheinander“ ruft.
In einem kurzen Rezitativ wird der Widerstand der Könige dieser Erde verlacht und dann in einer Arie zunichtegemacht: Thou shalt break them (Du zerschlägst sie) (Nr. 37). Das Ritornell entnahm Händel der Oper Il Numitore von Giovanni Porta und verwendete es als „Zerschmetterungs-Motiv“.
Der zweite Teil wird vom Hallelujah-Chor (Nr. 39) beschlossen, „Inbegriff großartig-festlicher Barockmusik“. Die enorme Wirkung liegt in der Klarheit der kompositorischen Anlage begründet, indem jede Verszeile mit einem eigenen Motiv motettenartig durchgeführt wird. Der „Sternenhagel“ der Halleluja-Rufe umstrahlt die cantus-firmus-artig eingesetzte Melodie for the Lord God omnipotent reigneth. Choralartig wirkt das absteigende The Kingdom of this world. Große Sprünge charakterisiert das Thema and He shall reign for ever, welches die Steigerung auf den Worten King of Kings einleitet, die fanfarenartig gegen rasche Bewegungen gesetzt und dann aufsteigend sequenziert werden.

### Dritter Teil
In der eröffnenden Sopranarie I know that my redeemer liveth (Ich weiß, dass mein Erlöser lebet) (Nr. 40) verdeutlicht bereits das in der Folge wiederholte und kunstvoll verarbeitete Anfangsmotiv die Gewissheit der Heilszusage. Da es sowohl in der Vokal- wie in der Violin-Stimme aufzufinden ist und dort Ritornellfunktion hat, erhält es durchgehend eine Gegenwärtigkeit, die an das Leitmotiv des 19. Jahrhunderts denken lässt. Die Form erinnert an die modulierende Strophenarie, aber durch einen kontrastierenden B-Teil auch an die Da-capo-Form. Die Geschlossenheit wird am Ende durch Wiederaufnahme des Ritornells hergestellt. Der folgende Chor Nr. 41 kontrastiert Since by man came death (Wie durch Einen der Tod) und by man came also resurrection (so kam durch Einen die Auferstehung) durch die Gegenüberstellung von langsamem „A cappella“ und raschem, instrumentiertem „Stile Moderno“.
Als zweite Da-capo-Arie des gesamten Oratoriums verkörpert nach einem Accompagnato die Trompetenarie The trumpet shall sound (Sie schallt, die Posaun) (Nr. 43) das „musikalische Signal zur Auferstehung der Toten“. In der dramatischen Konzeption hatte die Verwendung der Trompete die Funktion triumphalen Ausdrucks, auch die inhaltliche Konstellation der Aussage in Teil A und deren Begründung in Teil B entspricht den Konventionen der Oper.

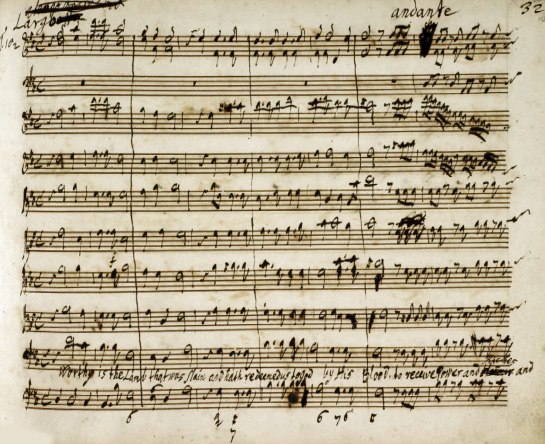
Autographe Seite des Schlusschors.

Nach einem kurzen Rezitativ bringt das schon angesprochene Duett-Chor-Satzpaar O death where is thy sting? (O Tod, wo ist dein Pfeil) (Nr. 44) und But thanks be to God (Doch Dank sei Dir Gott) (Nr. 45) freudigen Ausdruck über einem in gleichmäßigen Achteln laufenden „Ruggiero-Bass“, der seit dem frühen 17. Jahrhundert häufig für diesen Affektbereich genutzt wurde. Als Kontrast dient eine „zarte“ Arie, If God be for us (Wenn Gott ist für uns) (Nr. 46), die gemeinsam mit dem Schlusschor „the Sublime, the Grand, and the Tender“ („das Erhabene, das Großartige und das Zarte“) idealtypisch präsentiert. In lockerer Polyphonie bringt der Chor zunächst das Großartige zum Ausdruck, bevor eine kunstvolle Amen-Fuge erhaben schließt: Das Thema wird in Originalgestalt, Umkehrung, Vergrößerung und Engführung frei verarbeitet und mit den vokalen und instrumentalen Kräften unter Verwendung der Trompeten machtvoll gesteigert.
Eine Gesamtaufführung dauert – je nach zugrundeliegender Version des Notentextes und Interpretationsauffassung des Dirigenten (vgl. Historische Aufführungspraxis) – grob zwischen zwei und zweieinhalb, in älteren Schallplatteneinspielungen auch bis zu drei Stunden. Häufig werden auch die letzten Arien und Duette (außer dem Schlusschor) weggelassen.

## Besetzung

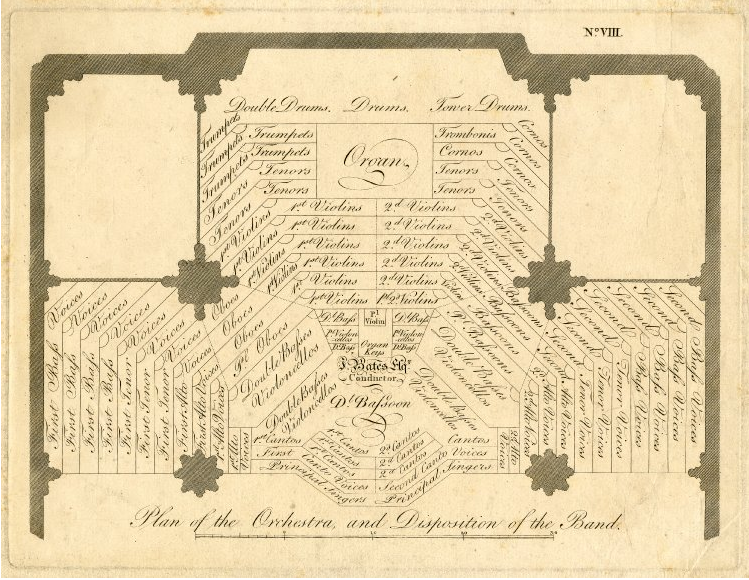
Aufstellungsplan der Aufführung von 1784

Im Messiah setzt Händel vier Solostimmen (Sopran, Alt, Tenor, Bass) und einen Chor ein, der bis auf eine fünfstimmige Ausnahme durchgehend vierstimmig gesetzt ist. Es ist aber dokumentiert, dass er die Solopartien fast immer auf fünf Sänger verteilte und dabei zumeist die Sopran-Arien aufteilte. Bei den Aufführungen in Dublin wurden sogar acht Sänger eingesetzt, darunter Christina Maria Avoglio (Sopran) und Susanna Maria Cibber (Alt), die auch später in London zu Händels Ensemble gehörten. Die Solo-Sopran- und -Altpartien wurden überwiegend mit Frauen besetzt. Die Besetzungslisten von 13 Wiederaufführungen bis 1759 weisen im Sopran neben den Frauen nur drei Fälle auf, bei denen als Solisten auch Knaben eingesetzt wurden. Die Alt-Partie wurde in drei Fällen von Kastraten, nie von Knaben, ansonsten von Frauen gesungen. Lediglich für die Uraufführung sind neben der Altistin auch zwei Countertenöre als Solisten dokumentiert.

### Orchester
Zwei Oboen, zwei Fagotte, zwei Trompeten, Pauken, Streicher und Basso continuo (Violoncello, Laute, Cembalo, Orgel).
Die Orchesterbesetzung in Händels Autograph lautet Violine I/II/III, Viola, Violoncello, Basso continuo, Trompete I/II, Pauken. Weitere Bläserstimmen kommen nicht vor, womöglich weil Händel zum Zeitpunkt der Komposition nicht wusste, welche Instrumente ihm in Dublin zur Verfügung stehen würden. Sicher ist aber, dass zumindest bei den späten Londoner Aufführungen Oboen und Fagotte und wenigstens 1754 sowie 1758 im Foundling Hospital zwei Hornisten beteiligt waren. Aus der Abrechnung für das erste dieser Konzerte am 15. Mai 1754 geht hervor, dass vierzehn Violinen, sechs Violen, drei Violoncelli, zwei Kontrabässe, vier Oboen, vier Fagotte, zwei Hörner, zwei Trompeten und ein Spieler für die Pauken eingesetzt wurden. Der Chor bestand aus rund zwanzig Sängern, wobei der Sopran mit Knaben aus der Chapel Royal und der Alt mit Countertenören besetzt war. Außerdem sangen die Solisten die Chorpartien mit. Bei der Dubliner Uraufführung war der Chor etwas größer und bestand aus 16 Knaben (Sopran) und 16 Männern für die übrigen drei Stimmen.

## Struktur des Werkes
Es ist zu bemerken, dass bis heute verschiedene Fassungen des Oratoriums aufgeführt werden, die auf wiederholte Umarbeitungen Händels zurückgehen. Die Satznummern werden im Folgenden sowohl gemäß dem Händel-Werke-Verzeichnis (HWV), als auch der Hallischen Händel-Ausgabe wiedergegeben.
| HWV      | HHA                                  | Form / Besetzung                                         | Titel                                      | Deutsche Textfassung von Christoph Daniel Ebeling | Textgrundlage                        | Audio |  |
| Teil I   | [Verheißung und Geburt des Heilands] | [Verheißung und Geburt des Heilands]                     | [Verheißung und Geburt des Heilands]       | [Verheißung und Geburt des Heilands]              | [Verheißung und Geburt des Heilands] |       |  |
| 1.       | 1.                                   | Sinfony (2 Ob, Str, BC)                                  |                                            |                                                   |                                      |       |  |
| 2.       | 2.                                   | Accompagnato. Tenor (Str, BC)                            | Comfort ye my people                       | Tröstet Zion!                                     | Jes 40,1–3                           |       |  |
| 3.       | 3.                                   | Air. Tenor (Str, BC)                                     | Ev’ry valley shall be exalted              | Alle Tale macht hoch und erhaben                  | Jes 40,4                             |       |  |
| 4.       | 4.                                   | Chorus (2 Ob, Str, BC)                                   | And the glory, the glory of the Lord       | Denn die Herrlichkeit Gottes des Herrn            | Jes 40,5                             |       |  |
| 5.       | 5.                                   | Accompagnato. Bass (Str, BC)                             | Thus saith the Lord                        | So spricht der Herr                               | Hag 2,6–7 ; Mal 3,1                  |       |  |
| 6c.      | 6.                                   | Air. Alt (Str, BC)                                       | But who may abide                          | Doch wer mag ertragen                             | Mal 3,2                              |       |  |
| 7.       | 7.                                   | Chorus. (2 Ob, Str, BC)                                  | And He shall purify                        | Und er wird reinigen                              | Mal 3,3                              |       |  |
|          |                                      | Recitative. Alt                                          | Behold, a virgin shall conceive            | Denn sieh! Eine Jungfrau wird schwanger           | Jes 7,14 ; Mt 1,23                   |       |  |
| 8.       | 8.                                   | Air and Chorus. Alt (2 Ob, Str, BC)                      | O thou that tellest                        | O du, die Wonne verkündet                         | Jes 40,9 ; 60,1                      |       |  |
| 9.       | 9.                                   | Accompagnato. Bass (Str, BC)                             | For behold, darkness shall cover the earth | Blick auf! Nacht bedeckt das Erdreich             | Jes 60,2–3                           |       |  |
| 10.      | 10.                                  | Air. Bass (Str, BC)                                      | The people that walked in darkness         | Das Volk, das im Dunkeln wandelt                  | Jes 9,2                              |       |  |
| 11.      | 11.                                  | Chorus. (2 Ob, Str, BC)                                  | For unto us a Child is born                | Uns ist zum Heil ein Kind geboren                 | Jes 9,6                              |       |  |
| 12.      | 12.                                  | Pifa. (Str, BC)                                          |                                            |                                                   |                                      |       |  |
|          |                                      | Recitative. Sopran                                       | There were shepherds                       | Es waren Hirten beisammen                         | Lk 2,8                               |       |  |
| 13a.     | 13.                                  | Accompagnato. Sopran (Str, BC)                           | And lo, the angel of the Lord              | Und sieh! Der Engel des Herrn trat zu ihnen       | Lk 2,9                               |       |  |
|          |                                      | Recitative. Sopran                                       | And the angel said unto them               | Und der Engel sprach zu ihnen                     | Lk 2,10–11                           |       |  |
| 14.      | 14.                                  | Accompagnato. Sopran (Str, BC)                           | And suddenly there was with the angel      | Und alsobald war da bei dem Engel                 | Lk 2,13                              |       |  |
| 15.      | 15.                                  | Chorus. (2 Ob, 2 Trp, Str, BC)                           | Glory to God in the highest                | Ehre sei dir Gott in der Höhe                     | Lk 2,14                              |       |  |
| 16b.     | 16.                                  | Air. Sopran (2 Vl, Fg, BC)                               | Rejoice greatly, O daughter of Zion        | Erwach’ zu Liedern der Wonne                      | Sach 9,9–10                          |       |  |
| B.       |                                      | Recitative. Alt                                          | Then shall the eyes of the blind           | Dann tut das Auge des Blinden sich auf            | Jes 35,5–6                           |       |  |
| 17c.     | 17.                                  | Duet. Alt, Sopran (Str, BC)                              | He shall feed His flock                    | Er weidet seine Herde                             | Jes 40,11 , Mt 11,28–29              |       |  |
| 18.      | 18.                                  | Chorus. (2 Ob, Str, BC)                                  | His yoke is easy                           | Sein Joch ist sanft                               | Mt 11,30                             |       |  |
| Teil II  | [Passion und Auferstehung Jesu]      | [Passion und Auferstehung Jesu]                          | [Passion und Auferstehung Jesu]            | [Passion und Auferstehung Jesu]                   | [Passion und Auferstehung Jesu]      |       |  |
| 19.      | 19.                                  | Chorus. (2 Ob, Str, BC)                                  | Behold the Lamb of God                     | Kommt her und seht das Lamm!                      | Joh 1,29                             |       |  |
| 20.      | 20.                                  | Air. Alt (Str, BC)                                       | He was despised                            | Er ward verschmähet                               | Jes 53,3 ; 50,6                      |       |  |
| 21.      | 21.                                  | Chorus. (2 Ob, Str, BC)                                  | Surely, He hath borne our griefs           | Wahrlich, wahrlich                                | Jes 53,4–5                           |       |  |
| 22.      | 22.                                  | Chorus. (2 Ob, Str, BC)                                  | And with His stripes we are healed         | Durch seine Wunden sind wir geheilet              | Jes 53,5                             |       |  |
| 23.      | 23.                                  | Chorus. (2 Ob, Str, BC)                                  | All we like sheep                          | Wie Schafe geh’n                                  | Jes 53,6                             |       |  |
| 24.      | 24.                                  | Accompagnato. Tenor (Str, BC)                            | All they that see Him                      | Und alle, die ihn seh’n                           | Ps 22,7                              |       |  |
| 25.      | 25.                                  | Chorus. (2 Ob, Str, BC)                                  | He trusted in God                          | Er trauete Gott                                   | Ps 22,8                              |       |  |
| 26.      | 26.                                  | Accompagnato. Tenor (Str, BC)                            | Thy rebuke hath broken His heart           | Die Schmach bricht ihm sein Herz                  | Ps 69,20                             |       |  |
| 27.      | 27.                                  | Arioso. Tenor (Str, BC)                                  | Behold, and see if there be any sorrow     | Schau hin und sieh!                               | Klgl 1,12                            |       |  |
| 28.      | 28.                                  | Accompagnato. Tenor (Str, BC)                            | He was cut off out of the land             | Er ist dahin aus dem Lande der Lebenden           | Jes 53,8                             |       |  |
| 29.      | 29.                                  | Air. Tenor (2 Vl, BC)                                    | But Thou didst not leave                   | Doch du ließest ihn im Grabe nicht                | Ps 16,10                             |       |  |
| 30.      | 30.                                  | Chorus. (2 Ob, Str, BC)                                  | Lift up your heads                         | Machet das Tor weit                               | Ps 24,7–10                           |       |  |
|          |                                      | Recitative. Tenor                                        | Unto which of the angels                   | Zu welchen von den Engeln                         | Heb 1,5                              |       |  |
| 31.      | 31.                                  | Chorus. (2 Ob, Str, BC)                                  | Let all the angels of God                  | Lasst alle Engel des Herrn                        | Heb 1,6                              |       |  |
| 32c.     | 32.                                  | Air. Alt (2 Vl, BC)                                      | Thou art gone up on high                   | Du fuhrest in die Höh                             | Ps 68,18                             |       |  |
| 33.      | 33.                                  | Chorus. (2 Ob, Str, BC)                                  | The Lord gave the word                     | Der Herr gab das Wort                             | Ps 68,11                             |       |  |
| 34c.     | 34a.                                 | Air. Sopran (2 Vl, BC)                                   | How beautiful are the feet                 | Wie lieblich ist der Boten Schritt                | Jes 52,7 ; Röm 10,15                 |       |  |
| 35b.     | 35a.                                 | Chorus. (2 Ob, Str, BC)                                  | Their sound is gone out                    | Ihr Schall ging aus                               | Röm 10,18 ; Ps 19,4                  |       |  |
| 36a.     | 36.                                  | Air. Bass (Str, BC)                                      | Why do the nations so furiously            | Warum entbrennen die Heiden                       | Ps 2,1–2                             |       |  |
| 37.      | 37.                                  | Chorus. (2 Ob, Str, BC)                                  | Let us break their bonds asunder           | Brecht entzwei die Ketten alle                    | Ps 2,3                               |       |  |
|          |                                      | Recitative. Tenor                                        | He that dwelleth in heaven                 | Der da wohnet im Himmel                           | Ps 2,4                               |       |  |
| 38a.     | 38.                                  | Air. Tenor                                               | Thou shalt break them                      | Du zerschlägst sie                                | Ps 2,9                               |       |  |
| 39.      | 39.                                  | Chorus. (2 Ob, 2 Trp, Pk, Str, BC)                       | Hallelujah!                                | Halleluja!                                        | Offb 19,6.16 , 11,15                 |       |  |
| Teil III | [Erlösung]                           | [Erlösung]                                               | [Erlösung]                                 | [Erlösung]                                        | [Erlösung]                           |       |  |
| 40.      | 40.                                  | Air. Sopran (2 Vl, Fg, BC)                               | I know that my Redeemer liveth             | Ich weiß, dass mein Erlöser lebet                 | Ijob 19,25–26 , 1 Kor 15,20          |       |  |
| 41.      | 41.                                  | Chorus. (2 Ob, Str, BC)                                  | Since by man came death                    | Wie durch einen der Tod                           | 1 Kor 15,21–22                       |       |  |
| 42.      | 42.                                  | Accompagnato. Bass (Str, BC)                             | Behold, I tell you a mystery               | Merkt auf!                                        | 1 Kor 15,51–52                       |       |  |
| 43b.     | 43.                                  | Air. Bass (Trp, Str, BC)                                 | The trumpet shall sound                    | Sie schallt, die Posaun                           | 1 Kor 15,52–53                       |       |  |
|          |                                      | Recitative. Alt                                          | Then shall be brought to pass              | Dann wird erfüllt                                 | 1 Kor 15,54                          |       |  |
| 44b.     | 44.                                  | Duet. Alt, Tenor (BC)                                    | O death, where is thy sting?               | O Tod, wo ist dein Pfeil                          | 1 Kor 15,55–56                       |       |  |
| 45.      | 45.                                  | Chorus. (2 Ob, Str, BC)                                  | But thanks be to God                       | Doch Dank sei Dir Gott                            | 1 Kor 15,57                          |       |  |
| 46a.     | 46.                                  | Air. Sopran (2 Vl, BC)                                   | If God be for us                           | Wenn Gott ist für uns                             | Röm 8,31 ; 8,33–34                   |       |  |
| 47.      | 47.                                  | Chorus. (2 Ob, 2 Trp, Pk, Str, BC)                       | Worthy is the Lamb                         | Würdig ist das Lamm                               | Offb 5,12–14                         |       |  |
| 48.      |                                      | Chorus. (2 Ob, Fg, 2 Trp, Pk, Str, BC)                   | Amen                                       | Amen                                              |                                      |       |  |
| Anhang   | [alternative Fassungen]              | [alternative Fassungen]                                  | [alternative Fassungen]                    | [alternative Fassungen]                           | [alternative Fassungen]              |       |  |
| (5.)     |                                      | Accompagnato. Bass (Str, BC)                             | Thus saith the Lord                        | So spricht der Herr                               | Hag 2,6–7 ; Mal 3,1                  |       |  |
| 6a.      | 6a.                                  | Air. Bass (Str, BC)                                      | But who may abide                          | Doch wer mag ertragen                             |                                      |       |  |
| 6b.      |                                      | Recitative. Alt                                          | But who may abide                          | Doch wer mag ertragen                             |                                      |       |  |
| 13b.     | 13a.                                 | Arioso. Sopran (BC)                                      | But lo, the angel of the Lord              | Und sieh! Der Engel des Herrn                     |                                      |       |  |
| 16a.     | 16a.                                 | Air. Sopran (Str, Fg, BC)                                | Rejoice greatly, O daughter of Zion        | Erwach’ zu Liedern der Wonne                      |                                      |       |  |
| A        |                                      | Recitative. Sopran                                       | Then shall the eyes of the blind           | Dann tut das Auge des Blinden sich auf            |                                      |       |  |
| 17a.     | 17a.                                 | Air. Sopran (Str, BC)                                    | He shall feed His flock                    | Er weidet seine Herde                             | Jes 40,11 , Mt 11,28–29              |       |  |
| 17b.     |                                      | Air. Alt (Str, BC)                                       | He shall feed His flock                    | Er weidet seine Herde                             | Jes 40,11 , Mt 11,28–29              |       |  |
| 32a.     | 32a.                                 | Air. Bass (2 Vl, Fg, BC)                                 | Thou art gone up on high                   | Du fuhrest in die Höh                             | Ps 68,18                             |       |  |
| 32b.     |                                      | Air. Alt (2 Vl, BC)                                      | Thou art gone up on high                   | Du fuhrest in die Höh                             |                                      |       |  |
| 32d.     | 32b.                                 | Air. Sopran (2 Vl, BC)                                   | Thou art gone up on high                   | Du fuhrest in die Höh                             |                                      |       |  |
| 34a.     | 34b.                                 | Air. Sopran (2 Vl, BC)                                   | How beautiful are the feet                 | Wie lieblich ist der Boten Schritt                |                                      |       |  |
| 34b.     | 34.                                  | Duet and Chorus. Alt I, II (Sopran, Alt) (2 Ob, Str, BC) | How beautiful are the feet                 | Wie lieblich ist der Boten Schritt                | Jes 52,7 ; Röm 10,15                 |       |  |
| 35a.     | 35.                                  | Arioso. Tenor (BC)                                       | Their sound is gone out                    | Ihr Schall ging aus                               | Röm 10,18 ; Ps 19,4                  |       |  |
| 38b.     |                                      | Recitative. Tenor                                        | Thou shalt break them                      | Du zerschlägst sie                                |                                      |       |  |
| 43a.     |                                      | Air. Bass (Trp, Str, BC)                                 | The trumpet shall sound                    | Sie schallt, die Posaun                           | 1 Kor 15,52–53                       |       |  |
| 44a.     |                                      | Duet. Alt, Tenor (BC)                                    | O death, where is thy sting?               | O Tod, wo ist dein Pfeil                          | 1 Kor 15,55–56                       |       |  |

## Erfolg und Kritik
Vier Tage nach der Uraufführung kann man in den Dubliner Tageszeitungen lesen:

“On Tuesday last Mr. Handel’s Sacred Grand Oratorio, the Messiah, was performed at the New Musick-Hall in Fishamble-street; the best Judges allowed it to be the most finished piece of Musick. Words are wanting to express the exquisite Delight it afforded to the admiring crouded Audience. The Sublime, the Grand, and the Tender, adapted to the most elevated, majestick and moving Words, conspired to transport and charm the ravished Heart and Ear. It is but Justice to Mr. Handel, that the World should know, he generously gave the Money arising from this Grand Performance, to be equally shared by the Society for relieving Prisoners, the Charitable Infirmary, and Mercer’s Hospital, for which they will ever gratefully remember his Name;”

„Am vergangenen Dienstag wurde Händels großes geistliches Oratorium Der Messias in der Neuen Musick-Hall in der Fishamble Street aufgeführt. Die besten Fachleute bezeichneten es als das vollendetste Musikstück. Es fehlen einem die Worte, die außerordentliche Freude wiederzugeben, die es dem bewundernden und zahlreich erschienenen Publikum bereitete. Das Erhabene, das Grandiose und das Zarte, angeschmiegt an die edelsten, majestätischsten und bewegendsten Worte, verschmolzen zu einem Ganzen, welches die Herzen und Ohren der Zuhörer verzückte und bezauberte. Es ist nur gerecht gegenüber Herrn Händel, dass die Welt erfährt, dass er die Einnahmen dieser großartigen Aufführung großzügig der Gesellschaft zur Unterstützung von Gefangenen, der Charitable Infirmary und dem Mercer’s Hospital zu gleichen Teilen spendete, wofür diese seinen Namen immer dankbar in Erinnerung behalten werden.“

Über die Widerstände, ein Musikstück mit Bibelworten auf die Londoner Opernbühne zu bringen, gibt ein Brief des Librettisten Jennens an einen Dichter-Freund nach der ersten Vorstellung des Messias in London Auskunft:

“Messiah was perform’d last night, & will be again to morrow, notwithstanding the clamour rais’d against it, which has only occasion’d it’s being advertis’d without it’s Name; a Farce, which gives me as much offence as any thing relating to the performance can give the Bs. & other squeamish People. ’Tis, after all, in the main, a fine Composition, notwithstanding some weak parts, which he was too idle & too obstinate to retouch, tho’ I us’d great importunity to perswade him to it. He & his Toad-eater Smith did all they could to murder the Words in print; but I hope I have restor’d them to Life, not without difficulty.”

„Der Messias wurde gestern Abend aufgeführt und kommt morgen erneut, ungeachtet der lautstarken Proteste dagegen, die lediglich dazu geführt haben, dass er ohne seinen Namen angekündigt wurde; eine Farce, die mich ebenso sehr beleidigt wie alles andere, was mit der Aufführung zu tun hat, an welcher die B[ischöfe] und andere zimperliche Leute so Anstoß nehmen. Im Großen und Ganzen ist es doch eine schöne Komposition, trotz einiger schwacher Stellen, die er [Händel] aus Faul- und Sturheit nicht überarbeitet hat, obwohl ich ihn mit großem Nachdruck darum bat. Er und sein Speichellecker Schmidt haben alles getan, um die gedruckten Worte zu zerstören, aber ich hoffe, dass ich sie wieder zum Leben erweckt habe, wenn auch nicht ohne Schwierigkeiten.“

## Diskografie (Auswahl)
Die erste nahezu vollständige Aufnahme des gesamten Werks  wurde 1927 von Sir Thomas Beecham geleitet. Sie stellte Beechams Bemühen dar, eine Interpretation zu liefern, die seiner Meinung nach den Intentionen des Komponisten näher kam, mit kleinerer Besetzung und schnelleren Tempi als zu dieser Zeit üblich. Im Gegensatz dazu hielt Sir Malcolm Sargent die mächtige Tradition des 19. und frühen 20. Jahrhunderts in seinen vier Aufnahmen des Werkes, die erste 1946 und drei weitere in den 1950er und 1960er Jahren, bei. 1954 entstand die erste Aufnahme, die sich Händels Originalbesetzung zum Vorbild nahm, unter der Leitung von Hermann Scherchen. Wenig später folgte eine damals als wissenschaftlich anerkannte Fassung unter Sir Adrian Boult. Gemessen an den Maßstäben der Historisierenden Aufführungspraxis des 21. Jahrhunderts waren Scherchens und Boults Tempi jedoch immer noch langsam, auch verzichteten die Gesangssolisten darauf, Verzierungen anzubringen. 1966 und 1967 erschienen zwei neue Aufnahmen, die als große Fortschritte in Wissenschaft und Aufführungspraxis galten. Sie wurden von Sir Colin Davis bzw. von Sir Charles Mackerras dirigiert und begründeten eine neue Tradition schnellerer Tempi und Ornamentierungen durch die Solisten. Ende der 1970er Jahre weitete sich das Streben nach Authentizität auf die Verwendung historischer Instrumente und deren historisch korrekter Spielweise aus. Die ersten dieser Versionen wurden von den Alte-Musik-Spezialisten Christopher Hogwood (1979), Jean-Claude Malgoire (1980), John Eliot Gardiner und Nikolaus Harnoncourt (beide 1982) geleitet. Die Verwendung historischer Instrumente wurde bei Aufnahmen schnell zur Norm, einige Dirigenten nahmen sich dabei auch Händels Besetzungsstärken zum Vorbild, so Trevor Pinnock (1988) und Richard Hickox (1991). Hickox‘ Produktion verwendete einen Chor von 24 Sängern und ein Orchester von 31 Musikern: Händel hatte 19 Choristen und 37 Orchestermusiker eingesetzt.
Mehrere Rekonstruktionen der verschiedenen Fassungen entstanden: die Dubliner Fassung von 1742 unter Hermann Scherchen (1954, 1959) sowie unter Jean-Claude Malgoire (1980) und die Londoner Fassung von 1743 unter Leitung von Neville Marriner (1976). Auch gibt es mehrere Aufnahmen der Version vom Foundling Hospital aus dem Jahre 1754, darunter die von Christopher Hogwood (1979), Andrew Parrott (1988), Paul McCreesh (1996) und Hervé Niquet (2016). 1971 dirigierte David Willcocks eine Aufnahme, in der alle Sopranarien von den Knaben des Choir of King’s College in Cambridge im Unisono gesungen wurden und 1974 spielte Charles Mackerras die Mozartsche Bearbeitung in deutscher Sprache ein. Hier eine Auswahl der wichtigsten Tonträger-Produktionen des Messiah:
- Pearl GEMM CDS 9456 (1927): Dora Labbette (Sopran), Muriel Brunskill (Alt), Hubert Eisdell (Tenor), Harold Williams (Bass)
BBC Symphony Orchestra and Chorus; Dir. Thomas Beecham
- Dutton Laboratories 2CDEA5010 (1946): Isobel Baillie (Sopran), Gladys Ripley (Alt), James Johnston (Tenor), Norman Walker (Bass)
Huddersfield Choral Society, Royal Liverpool Philharmonic Orchestra; Dir. Malcolm Sargent (136 min)
- Biddulph WHL059/61 (1947): Elsie Suddaby (Sopran), Marjorie Thomas (Alt), John Heddle Nash (Tenor), Trevor Anthony (Bass)
Luton Choral Society, Royal Philharmonic Orchestra; Dir. Thomas Beecham (200 min)
- Virtuoso PUCDBS 9101 (1954) Margaret Ritchi (Sopran), Constance Shacklock (Alt), William Herbert (Tenor), Richard Standen (Bass)
London Philharmonic Choir, London Symphony Orchestra; Dir. Hermann Scherchen (190 min)
- Musical Masterpiece Society MMS 2019 (1955): Adrienne Cole (Sopran), Watty Krap (Alt), Leo Larsen (Tenor), Guus Hoekman (Bass)
Nederlands Philharmonisch Orkest, Choir of the Haendel Society; Dir. Walter Goehr
- Sony SM2K 60205 (1957): Adele Addison (Sopran), Russell Oberlin (Altus), David Lloyd (Tenor), William Warfield (Bass)
Westminster Choir, New Yorker Philharmoniker; Dir. Leonard Bernstein (119 min, gekürzt)
- Myto 2 MCD 925.71 (1959): Tilla Briem (Sopran), Margarethe Bence (Alt), Fritz Wunderlich (Tenor), Otto von Rohr (Bass)
Philharmonia Chor Stuttgart, Südfunk-Sinfonieorchester; Dir. Heinz Mende (152 min, live, mit Bonusmaterial, deutsch),
- Saga 5111/3 (1961): Heather Harper (Sopran), Helen Watts (Alt), Duncan Robertson (Tenor), Roger Stalman (Bass)
London Philharmonic Orchestra and Chorus; Dir. Frederic Jackson
- Decca 433 003-2 (1961): Joan Sutherland (Sopran), Grace Bumbry (Alt), Kenneth McKellar (Tenor), David Ward (Bass)
London Symphony Orchestra & Chorus; Dir. Adrian Boult (167 min)
- DGG 138.951/3 (1964): Gundula Janowitz (Sopran), Marga Höffgen (Alt), Ernst Haefliger (Tenor), Franz Crass (Bass)
Münchener Bach-Chor, Münchener Bach-Orchester; Dir. Karl Richter (151 min, deutsch)
- EMI 763621 (1964): Elisabeth Schwarzkopf (Sopran), Grace Hoffman (Alt), Nicolai Gedda (Tenor), Jerome Hines (Bass)
Philharmonia Chorus, Philharmonia Orchestra London; Dir. Otto Klemperer (142 min)
- EMI CZS 762748 2 (1966): Elizabeth Harwood (Sopran), Janet Baker (Alt), Paul Esswood (Altus), Robert Tear (Tenor), Raimund Herincx (Bass)
Ambrosian Singers, English Chamber Orchestra; Dir. Charles Mackerras (155 min)
- Philips 464 703-2 (1966): Heather Harper (Sopran), Helen Watts (Alt), John Wakefield (Tenor), John Shirley-Quirk (Bass)
London Symphony Orchestra & Chorus; Dir. Colin Davis (144 min)
- Eterna 826636 (1967): Regina Werner (Sopran), Heidi Rieß (Alt), Peter Schreier (Tenor), Theo Adam (Bass)
Rundfunk-Solistenvereinigung Berlin, Rundfunkchor Berlin, Rundfunk-Sinfonieorchester Berlin; Dir. Helmut Koch (150 min, deutsch)
- Decca 433 740-2 2 (1970): Joan Sutherland (Sopran), Huguette Tourangeau (Alt), Werner Krenn (Tenor), Tom Krause (Bass)
Ambrosian Singers, English Chamber Orchestra; Dir. Richard Bonynge (147 min)
- HMVD 72761-2 (1971): James Bowman (Altus), Robert Tear (Tenor), Benjamin Luxon (Bass)
Choir of King's College Cambridge, Academy of St Martin in the Fields; Dir. David Willcocks (143 min)
- DGG/Archiv Produktion 427 173-2 (1974): Edith Mathis (Sopran), Birgit Finnilä (Alt), Peter Schreier (Tenor), Theo Adam (Bass)
Chor und Symphonie-Orchester des Österreichischen Rundfunks; Dir. Charles Mackerras (145 min, deutsch)
- Decca 421 234-2 (1976): Elly Ameling (Sopran), Anna Reynolds (Alt), Philip Langridge (Tenor), Gwynne Howell (Bass)
Chorus of the Academy of St. Martin-in-the-Fields, Academy of St. Martin in the Fields; Dir. Neville Marriner (141 min)
- Decca 430 488-2 (1979): Emma Kirkby, Judith Nelson (Sopran), Carolyn Watkinson (Alt), Paul Elliot (Tenor), David Thomas (Bass)
Chorus of the Christ Church Cathedral Oxford, Academy of Ancient Music; Dir. Christopher Hogwood (136 min)
- Sony SBK2K63001 (1980): Jennifer Smith (Sopran), Charles Brett (Altus), Martyn Hill (Tenor), Ulrik Cold (Bass)
Worcester Cathedral Choir, La Grande Écurie et la Chambre du Roy; Dir. Jean-Claude Malgoire (151 min)
- Teldec 6.35617 (1982): Elizabeth Gale (Sopran), Marjana Lipovsek (Alt), Werner Hollweg (Tenor), Roderick Kennedy (Bass)
Stockholms Kammarkör, Concentus Musicus Wien; Dir. Nikolaus Harnoncourt (146 min)
- Philips 434 297-2 (1982): Margaret Marshall (Sopran), Catherine Robbin (Alt), Charles Brett (Altus), Anthony Rolfe-Johnson (Tenor), Robert Hale (Bass)
Monteverdi Choir, English Baroque Soloists; Dir. John Eliot Gardiner (138 min)
- Erato ECD 2292 45960-2 (1983): Marjanne Kweksilber (Sopran), James Bowman (Altus), Paul Elliot (Tenor), Gregory Reinhart (Bass)
Chorus of The Sixteen, Amsterdam Baroque Orchestra; Dir. Ton Koopman (139 min, live)
- Hyperion CDD22019 (1986): Lynne Dawson (Sopran), Catherine Denley (Alt), David James (Altus), Maldwyn Davies (Tenor), Michael George (Bass)
Chorus of The Sixteen, The Sixteen; Dir. Harry Christophers (142 min, live)
- EMI CDS 749801 2 (1988): Emily von Evera, Emma Kirkby (Sopran), Margaret Cable (Alt), James Bowman (Altus), Joseph Cornwell (Tenor), David Thomas (Bass)
Taverner Consort and Players; Dir. Andrew Parrott (146 min)
- DGG Archiv Produktion 423 630-2 (1988): Arleen Auger (Sopran), Anne Sofie von Otter (Alt), Michael Chance (Altus), Howard Crook (Tenor), John Tomlinson (Bass)
Chorus The English Concert, The English Concert; Dir. Trevor Pinnock (150 min)
- Chandos CHAN 0522 (1991): Joan Rodgers (Sopran), Della Jones (Alt), Christopher Robson (Altus), Philip Langridge (Tenor), Bryn Terfel (Bass)
Collegium Musicum 90; Dir. Richard Hickox (141 min)
- Harmonia Mundi HMC 901498.99 (1993): Sandrine Piau, Barbara Schlick (Sopran), Andreas Scholl (Altus), Mark Padmore (Tenor), Nathan Berg (Bass)
Choeur Les Arts Florissants, Les Arts Florissants; Dir. William Christie (137 min)
- DGG 453 464-2 (1996): Susan Gritton (Sopran), Dorothea Röschmann (Mezzosopran), Bernarda Fink (Alt), Charles Daniels (Tenor), Neal Davies (Bass)
Gabrieli Consort & Players; Dir. Paul McCreesh (129 min)
- Arts 47627-2 (2000): Lynne Dawson (Sopran), Guillemette Laurens (Alt), Charles Daniels (Tenor), Antonio Abete (Bass)
Coro della Radiotelevisione della Svizzera Italiana Lugano, I Barocchisti; Dir. Diego Fasolis (142 min, live)
- Harmonia Mundi HMC 801928.9 (2006): Kerstin Avermo (Sopran), Patricia Bardon (Alt), Lawrence Zazzo (Altus), Kobie van Rensburg (Tenor), Neal Davies (Bass)
Choir of Clare College, Cambridge, Freiburger Barockorchester; Dir. René Jacobs (139 min)
- ALPHA362 (2016): Sandrine Piau, Katherine Watson (Sopran), Anthea Pichanick (Alt), Rupert Charlesworth (Tenor), Andreas Wolf (Bass)
Concert Spirituel Chorus, Le Concert Spirituel; Dir. Hervé Niquet (116 min)
- Erato 5419774160 (2023): Lucy Crowe (Sopran), Alex Potter (Altus), Michael Spyres (Tenor), Matthew Brook (Bass)
The English Concert & Choir; Dir. John Nelson (166 min, mit acht Nummern Anhang)